# جورج بالمر (لاعب كريكت بريطاني)
جورج بالمر (24 أكتوبر 1917 في المملكة المتحدة - 11 مارس 2012 في أستراليا) (بالإنجليزية: George Palmer)‏ هو لاعب كريكت بريطاني (وحمل سابقاً جنسية المملكة المتحدة لبريطانيا العظمى وأيرلندا). لعب مع نادي مقاطعة ليسترشاير للكريكت ‏.

## وصلات خارجية
- جورج بالمر على موقع إي آس بي آن كريك إنفو (الإنجليزية)